# إدي دانيلز
إدي دانيلز (بالإنجليزية: Eddie Daniels) هو عازف جاز أمريكي، ولد في 19 أكتوبر 1941 في نيويورك في الولايات المتحدة.

## وصلات خارجية
- الموقع الرسمي
- إدي دانيلز على موقع ميوزك برينز (الإنجليزية)
- إدي دانيلز على موقع أول ميوزيك (الإنجليزية)
- إدي دانيلز على موقع ديسكوغز (الإنجليزية)